# みんなの銀行
株式会社みんなの銀行（みんなのぎんこう、英: Minna Bank, Ltd.）は、ふくおかフィナンシャルグループ（FFG）傘下の新たな形態の銀行に分類されるネット銀行（デジタルバンク）である。2021年5月28日に開業した。略称は、みん銀。

## 概要
みんなの銀行は、デジタルネイティブ世代と呼ばれる若年層の顧客獲得と、デジタルバンクとしての新しいビジネスモデルの創出を目的とするネット銀行である。ネット銀行としては、2022年1月に開業したUI銀行の次に新しく、最後発のネット銀行の一つである。
昨今の我が国において、特に地方では急速な人口減少が進行しており、特定の地域を地盤とする地方銀行は、従来のビジネスモデルが成り立たなくなる危機感を抱いていた。みんなの銀行の設立母体であるふくおかフィナンシャルグループ（FFG）も同様の問題に直面しており、傘下の福岡銀行と熊本ファミリー銀行の経営統合や、親和銀行と十八銀行の買収を通じて規模を拡大することで、この問題に対処しようとしてきたが、地方銀行同士の統合では問題の根本解決にはならず、従来の地方銀行の役割にとらわれない新たなビジネスモデルの確立が急務であった。そのような背景において、スマートフォンの操作に慣れ親しんだ日本全国のデジタルネイティブをターゲットとし、スマートフォンひとつで全てのサービスが完結するデジタルバンク（システム開発に携わったアクセンチュアは「日本初」としている）として設立されたのが、みんなの銀行である。
また昨今の金融業界においては、金融に関する技術開発（フィンテック）が急速に進展してきたことで、金融業への参入ハードルが下がり、異業種による新規参入が続出している。特に地方銀行にとってはその脅威は非常に大きなものであり、金融機関としての存在意義そのものが脅かされる事態となっていたことも、みんなの銀行が設立された動機の一つである。
勘定系システムはプラットフォームにGoogleのパブリッククラウドサービスであるGoogle Cloud Platform（GCP）を採用し、アクセンチュアが開発した「アクセンチュア クラウドネイティブ コア ソリューション（MAINRI）」をベースにしたシステムを構築している。国内銀行の勘定系システムにパブリッククラウドが採用されるのは初めてであり、アクセンチュアは「世界初のフルクラウドバンキングシステム」と称している。このシステムは、2022年11月18日より「フルクラウド型銀行システム」として、グループ会社でシステム開発を手掛けたゼロバンク・デザインファクトリーを通じて、国内外の金融機関や銀行サービスへの新規参入を目指す非金融事業者向けに外部提供を開始している。
また、FFGは独自にiBank事業と呼ばれるフィンテックサービスを進めており、「Wallet+（ウォレットプラス）」と名付けられた資産管理アプリをリリースするなど、積極的にデジタルトランスフォーメーション（DX）に取り組んでいる。この経験が、新たな顧客層の獲得とフィンテックの活用を目的とするみんなの銀行設立へとつながった。
当初、FFGは開業から3年目の2023年度に単年度黒字化することを目標としていた。しかし、稼ぎ頭となるはずだったカードローン事業で苦戦しており、赤字が拡大。同社は2024年3月期決算において、開業からの累積損失は約260億円にのぼっていると発表している。

## 沿革
- 2019年
  - 8月7日 - ふくおかフィナンシャルグループが新しいネット銀行を設立する方針を発表。社名を「みんなの銀行」とし、その準備会社であるみんなの銀行設立準備株式会社の設立も発表した[14]。
  - 10月2日 - 勘定系システムにGoogle Cloud Platform（GCP）の採用を発表[15]。
- 2020年
  - 11月18日 - 金融庁に対し銀行業免許の予備審査を申請[16]。
  - 12月10日 - 銀行業免許の予備審査が終了し、みんなの銀行設立準備株式会社から株式会社みんなの銀行へ商号変更。同日金融庁に対し銀行業営業免許を申請[17]。
  - 12月22日 - 銀行業営業免許を取得[18]。
- 2021年
  - 1月4日 - 銀行システム稼働開始。
  - 5月28日 - サービス開始。
  - 9月30日 - パートナー支店第1弾「ピクシブ支店」提供開始。
- 2022年
  - 7月12日 - 「みんなの銀行ローン」取り扱い開始。
  - 8月22日 - 国庫金振込の取り扱い開始。
- 2025年
  - 5月12日 - 物理カード（JCBデビット対応のICキャッシュカード）発行開始。
  - 5月27日 - 三菱UFJフィナンシャル・グループが2026年を目処に開業する予定のデジタルバンク（名称未定）にシステムを提供することを発表[19]。
  - 6月9日 - 丸善ジュンク堂支店を開業。

## サービス概要
みんなの銀行は、「全てのサービスがスマートフォンで完結する銀行」を標榜している。このため、預金口座を開設するためには以下の条件を満たす必要がある。
- 日本国内に在住する、日本国籍で満15歳以上の個人であること[20]
- iOS 13.0以降、またはAndroid 8.0以降を搭載したスマートフォンを所有している
（ネット銀行としては、UI銀行と同様、パソコンのウェブブラウザからの利用は不可能。また、タブレットからの利用は動作保証外[21]）
- スマートフォンのインカメラを使用し、本人確認書類を手に持った状態でのセルフィー動画を送信することにより本人確認を完了すること 
（身分証のコピーを郵送ないしアップロードすることでの本人確認には対応していない）

### Wallet
普通預金。口座開設にあたってキャッシュカードは発行されない（2025年5月12日以降、口座開設から2日たっていればリアルカードの申し込みが可能となった）。口座の入出金はセブン銀行のATMにおいてスマートフォンないしはリアルカードを使って行う。口座自動振替は利用できない。
JCBのバーチャルデビットカードが付帯している（リアルカードにもJCBデビットが付与されており、海外での利用にも対応している）。

### Saving・Box
制度上は貯蓄預金にあたる。基本口座となるSavingとは別に、目的別のバーチャルな口座・Boxを最大20個設置でき、Wallet・Saving・Box間でフリックによって振り替えが可能。

### みんなのCheer Box
上記のBoxに特定の名称を付けて預け入れることで、みんなの銀行とパートナーシップを締結した団体に対し、該当するBoxの残高合計の最大1%の資金を預入をしたファン（ユーザー）に代わってみんなの銀行が団体に活動支援金として提供するサービス。活動支援金を受けた団体はファンへの返礼品となるプレゼントなどが用意される。
主なパートナーシップ締結団体
- CS entertainment[23]
- アビスパ福岡[24]
- イーデザイン損保[25]
- 日本社会人アメリカンフットボール協会（Xリーグ）[26]
- BC SWELL（プロeスポーツチーム）[27]
- くまモンFANS（熊本県の公式PRキャラクター「くまモン」の公式ファンクラブ）[28]

### プレミアムサービス
月600円の追加サービスで、以下の特典がある。
- 出金手数料（110円）が月15回まで無料
- 他行振込手数料（220円）が月10回まで無料
- デビットカードのキャッシュバック率上乗せ（0.2% → 1.0%）
- 貯蓄預金の金利上乗せ（+0.2%）
- Walletの残高不足時の融資サービス「Cover」の申込が可能
- リアルICキャッシュカードの発行手数料（1,100円）が無料

なお、プレミアムサービスの利用料金はApp Store・Google Playのサブスクリプションによる支払いとなる（口座引き落としではない）

### U25 Z割
25歳以下のユーザーが、ATM出金手数料が月3回まで、他行への振込手数料が月3回まで無料になる。プレミアムサービスとの併用も可能である。

### Cover
プレミアムサービスの機能のひとつで、Walletからの出金時に残高が不足した時、5万円を上限に立て替えるサービス（一般で言うところの当座貸越）。金利は発生しない。

### みんなの銀行お友達紹介プログラム
みんなの銀行では新規口座開設の促進にあたりお友達紹介プログラムを行なっている。すでにみんなの銀行の口座開設をしている人から紹介を受けて、新規口座開設をすると、紹介者、被紹介者両者に500円（かつては1,000円）が必ず支払われる仕組みである。
この紹介コードを利用してもらうために、新規口座開設の方法や口座開設のメリットなどを発信している配信者も多い。

## 支店名
口座開設にあたっては、世界の橋にちなむ以下の7支店(オリジナル支店)及びパートナー支店から加入者が自由に選択できる。

### オリジナル支店
- ハーバーブリッジ支店（002）
- ブルックリンブリッジ支店（003）
- レインボーブリッジ支店（004）
- ポンヌフ支店（005）
- タワーブリッジ支店（006）
- ポンテベッキオ支店（007）
- ゴールデンゲートブリッジ支店（008）

### パートナー支店
みんなの銀行では金融機能サービスをパートナー企業に提供し、金融と非金融との共創を目指すBaaS (Bank as a Service) 事業を推進している。2021年9月以降、BaaS事業で提携した企業の利用者向けの「パートナー支店」を開設している。
- ピクシブ支店（201）[33]:ピクシブ（pixiv）
- テンプスタッフ支店（202）[34]:パーソルホールディングス
- イグニカ支店（203）[35]:ユナイテッド・スーパーマーケット・ホールディングス
- アンディー支店(204):イーデザイン損害保険
- 外為どっとコム支店(205):外為どっとコム
- ミクチャ支店(206):Donuts（ミクチャ）
- 丸善ジュンク堂支店(207):丸善及びジュンク堂（丸善ジュンク堂書店）

### その他
この他に本店（001）がある。

## 受賞
- iFデザイン賞（2022年、アプリ/ソフトウェア部門・プロダクト＆サービスブランディング部門）[36]
- グッドデザイン賞（2021年、アプリケーション部門）
- レッド・ドット・デザイン賞（2021年）
  - 総合ブランド部門 Brand of the Year（最優秀賞）※日本企業で初受賞
  - アプリケーション部門 Best of the Best